# Люксембург (провинция)
Люксембург (фр. Luxembourg, валлон. Lussimbork, люкс. Lëtzebuerg, нидерл. Luxemburg) — одна из десяти провинций Бельгии и одна из пяти валлонских провинций. Граничит с провинцией Льеж, провинцией Намюр, Францией и государством Люксембург. Административный центр — город Арлон. По площади Люксембург является крупнейшей провинцией Бельгии, но при этом это самая малонаселенная область в плотно населенной стране. Состоит из 44 муниципалитетов. Жители провинции в основном являются франкоговорящим населением, в приграничных с Люксембургом районах проживает меньшинство, говорящее на люксембургском языке.

## Основные данные
- Площадь: 4440 км².
- Самая высокая точка: Барак-де-Фретюр (Baraque de Fraiture), 651 метр над уровнем моря.
- Важнейшие реки: Урт, Семуа.
- Население: 269 023 чел. (2010).

## История
Изначально это была территория Великого герцогства Люксембург. Во время Бельгийской революции франкоязычное население Люксембурга, недовольное политикой короля Объединённых Нидерландов Виллема I (который одновременно являлся Великим герцогом Люксембургским), присоединилось к повстанцам и взяло под контроль большую часть территории великого герцогства.
На последовавшей конференции Великих держав 15 ноября 1831 года было принято решение, что основная, франкоязычная часть Великого герцогства переходит Бельгии, а город Люксембург и окружающие территории должны остаться за Виллемом I и войти в Германский союз. Виллем I отказался подписать такое соглашение, и противостояние длилось ещё несколько лет. Нидерландский король был вынужден пойти на уступки и подписать договор в 1839 году.

## Административное деление
Провинция делится на 5 округов, которые, в свою очередь, состоят из 44 коммун.
| Округ         | Число коммун | Население, чел. (2010) | Площадь, км² | Плотность, чел./км² |
| ------------- | ------------ | ---------------------- | ------------ | ------------------- |
| Арлон         | 5            | 57 850                 | 317,28       | 182,33              |
| Бастонь       | 8            | 45 061                 | 1 043,00     | 43,20               |
| Марш-ан-Фамен | 9            | 54 214                 | 953,69       | 56,85               |
| Нёшато        | 12           | 59 861                 | 1 354,57     | 44,19               |
| Виртон        | 10           | 52 037                 | 771,19       | 67,48               |
| Всего         | 44           | 269 023                | 4439,73      | 60,59               |

## Достопримечательности
- Замок Жемеп — средневековый замок на воде.
- Замок Мирварт — дворцово-замковый комплекс.